# 失戀博物館
失戀博物館（英語：Museum of Broken Relationships），位於克羅地亞首都薩格勒布，是一間專門收藏情侶分手所棄置禮物的博物館。此博物館於2011年獲得歐洲年度博物館獎中的其中一個獎項，以表揚其創意。
2017年有超過10萬位人士參觀，成為最多人參觀博物館第11位。

## 外部連結
- 官方网站

45°48′54″N 15°58′23″E / 45.81500°N 15.97306°E